# (500426) 2012 TP142
(500426) 2012 TP142 es un asteroide perteneciente al cinturón de asteroides, descubierto el 6 de octubre de 2012 por el equipo del Pan-STARRS desde el Observatorio de Haleakala, Hawái, Estados Unidos.

## Designación y nombre
Designado provisionalmente como 2012 TP142.

## Características orbitales
2012 TP142 está situado a una distancia media del Sol de 3,157 ua, pudiendo alejarse hasta 3,837 ua y acercarse hasta 2,476 ua. Su excentricidad es 0,215 y la inclinación orbital 12,40 grados. Emplea 2048,92 días en completar una órbita alrededor del Sol.
Los próximos acercamientos a la órbita de Júpiter se producirán el 2 de agosto de 2056, el 17 de abril de 2067 y el 18 de noviembre de 2077, entre otros.

## Características físicas
La magnitud absoluta de 2012 TP142 es 16,6.